# Eric Bledsoe
Pour les articles homonymes, voir Bledsoe.
Eric Bledsoe, né le 9 décembre 1989 à Birmingham dans l'Alabama est un joueur américain de basket-ball. Il mesure 1,83 m et évolue au poste de meneur de jeu.

## Carrière universitaire
Il joue une saison dans l'équipe universitaire des Wildcats de l'université du Kentucky. Le 9 avril 2010, il annonce son intention de prendre part à la draft 2010 de la NBA.

## Carrière professionnelle

### Clippers de Los Angeles (2010-2013)
Il est sélectionné en 18e position par le Thunder d'Oklahoma City avant d'être envoyé aux Clippers de Los Angeles. Il est sélectionné au Rookie Challenge du All-Star Game 2011 en compagnie de son partenaire de club Blake Griffin. Pour sa première saison en NBA, il a des moyennes de 6,7 points et 3,6 passes décisives par match et a été titulaire 25 fois. De ce fait, il est nommé dans le second cinq majeurs des rookies de l'année.
Durant sa deuxième année, en raison de l'arrivée de Chris Paul, il joue seulement 11 minutes par match, avec seulement une titularisation et des statistiques en baisse. En effet, durant cette saison, il a été envoyé chez le Jam de Bakersfield, l'équipe de D-League affiliée aux Clippers.
Le 24 octobre 2012, lors de la pré-saison, en l'absence de Chris Paul, il est proche d'un triple-double (22 points, 11 passes et 9 interceptions) lors de la victoire des siens contre les Lakers de Los Angeles. Après un match de pré-saison, son coéquipier Jamal Crawford le surnomme "Mini-Lebron" et LeBron James confirme ensuite que ce surnom correspond très bien à Bledsoe. Dans cette lignée, pour sa troisième saison, ses statistiques augmentent malgré le fait qu'il soit toujours meneur remplaçant de Paul pour la plupart des matches qu'il a disputé. En février 2013, il participe au Slam Dunk Contest lors du NBA All-Star Game.

### Suns de Phoenix (2013-2017)

#### Saison 2013-2014
Le 2 juillet 2013, il est transféré aux Suns de Phoenix dans un échange à trois équipes avec les Clippers et les Bucks de Milwaukee. Le 30 décembre, lors de son retour aux Clippers de Los Angeles, il est touché au genou droit et doit manquer au moins une semaine de compétition. Après quelques examens, le staff médical des Suns constate une déchirure du ménisque et choisit d'opérer Bledsoe. Le 10 janvier, après son opération, les Suns annoncent qu'il pourra rejouer avant la fin de la saison ; son absence est estimée entre quatre et six semaines. Au début du mois de février, Bledsoe affirme que sa rééducation se passe très bien. Son retour à l'entraînement est attendu à la fin du mois de février.

#### Saison 2014-2015
Le 23 décembre 2014, il réalise son second triple-double en 15 jours, lors de la victoire des siens 124 à 115 contre les Mavericks de Dallas avec 16 points, 11 passes et 10 rebonds.
Le 21 mars 2015, il établit son record de points en carrière avec 34 unités lors de la victoire des Suns 117 à 102 contre les Rockets de Houston.

#### Saison 2015-2016
Le 31 octobre 2015, Bledsoe est à deux points de battre son record de points en carrière en terminant le rencontre avec 33 points et 6 passes décisives lors de la victoire 101 à 90 contre les Trail Blazers de Portland. Le 12 novembre, Bledsoe est à une passe décisive de réaliser un triple-double en terminant la rencontre avec 26 points, 10 rebonds et 9 passes décisives lors de la victoire 118 à 104 contre les Clippers de Los Angeles. Le 13 décembre, lors de la victoire contre les Timberwolves du Minnesota, Bledsoe termine avec 23 points, 9 passes décisives, 4 interceptions et 4 contres, pour la seconde fois de sa carrière. C'est le premier four-by-four (au moins 4 rebonds, 4 passes décisives, 4 interceptions et 4 contres) par un arrière depuis Dwyane Wade le 28 février 2009.
Le 26 décembre 2015, lors du deuxième quart-temps contre les Sixers de Philadelphie, il se blesse au genou gauche. Après quelques examens, cette blessure s'avère être une déchirure du ménisque. Deux ans après connu la même blessure à l'autre ménisque, il doit se faire opérer et mettre un terme à sa saison.

### Bucks de Milwaukee (2017-2020)

#### Saison 2017-2018
Désireux de partir de Phoenix, Eric Bledsoe est transféré vers les Bucks de Milwaukee contre Greg Monroe et deux tours de draft au début novembre 2017, après avoir joué seulement 3 matchs avec Phoenix pour cette nouvelle saison.

### Pelicans de la Nouvelle-Orléans (2020-2021)
Le 16 novembre 2020, il est envoyé aux Pelicans avec George Hill et trois tours de draft en échange de Jrue Holiday.

### Clippers de Los Angeles (2021-2022)
En juillet 2021, il est envoyé aux Grizzlies de Memphis en compagnie de Steven Adams et en échange de Jonas Valančiūnas. Les Grizzlies le transfèrent ensuite vers les Clippers de Los Angeles contre Patrick Beverley, Rajon Rondo et Daniel Oturu.
Le 4 février 2022, Eric Bledsoe, Justise Winslow, Keon Johnson et un futur second tour de draft partent aux Trail Blazers de Portland en échange de Norman Powell et Robert Covington. Blessé au tendon d'Achille, il ne joue aucune rencontre avec les Trail Blazers.

### Shanghai Sharks (depuis 2022)
En octobre 2022, Bledsoe rejoint les Shanghai Sharks dans le championnat chinois.

## Palmarès
- NBA All-Rookie Second Team en 2011.
- NBA All-Defensive First Team en 2019.
- NBA All-Defensive Second Team en 2020.

## Statistiques

### Universitaires
| Saison    | Équipe   | Matchs | Titul. | Min./m | % Tir | % 3pts | % LF | Rbds/m. | Pass/m. | Int/m. | Ctr/m. | Pts/m. |
| --------- | -------- | ------ | ------ | ------ | ----- | ------ | ---- | ------- | ------- | ------ | ------ | ------ |
| 2009-2010 | Kentucky | 37     | 35     | 30,3   | 46,3  | 38,3   | 66,7 | 3,05    | 2,86    | 1,41   | 0,32   | 11,32  |
| Total     | Total    | 37     | 35     | 30,3   | 46,3  | 38,3   | 66,7 | 3,05    | 2,86    | 1,41   | 0,32   | 11,32  |

### Professionnelles

#### D-League
| Saison    | Équipe      | Matchs | Titul. | Min./m | % Tir | % 3pts | % LF | Rbds/m. | Pass/m. | Int/m. | Ctr/m. | Pts/m. |
| --------- | ----------- | ------ | ------ | ------ | ----- | ------ | ---- | ------- | ------- | ------ | ------ | ------ |
| 2009-2010 | Bakersfield | 2      | 0      | 21,2   | 50,0  | 50,0   | 60,0 | 1,50    | 8,50    | 0,50   | 0,00   | 12,50  |
| Total     | Total       | 2      | 0      | 21,2   | 50,0  | 50,0   | 60,0 | 1,50    | 8,50    | 0,50   | 0,00   | 12,50  |

#### NBA

##### Saison régulière
Légende : gras = ses meilleures performances
| Saison     | Équipe              | Matchs | Titul. | Min./m | % Tir | % 3pts | % LF | Rbds/m. | Pass/m. | Int/m. | Ctr/m. | Pts/m. |
| ---------- | ------------------- | ------ | ------ | ------ | ----- | ------ | ---- | ------- | ------- | ------ | ------ | ------ |
| 2010-2011  | L.A. Clippers       | 81     | 25     | 22,7   | 42,4  | 27,6   | 74,4 | 2,75    | 3,57    | 1,14   | 0,32   | 6,70   |
| 2011-2012* | L.A. Clippers       | 40     | 1      | 11,6   | 38,9  | 20,0   | 63,6 | 1,62    | 1,65    | 0,78   | 0,35   | 3,30   |
| 2012-2013  | L.A. Clippers       | 76     | 12     | 20,4   | 44,5  | 39,7   | 79,1 | 2,96    | 3,07    | 1,43   | 0,72   | 8,46   |
| 2013-2014  | Phoenix             | 43     | 40     | 32,9   | 47,7  | 35,7   | 77,2 | 4,70    | 5,47    | 1,60   | 0,33   | 17,74  |
| 2014-2015  | Phoenix             | 81     | 81     | 34,6   | 44,7  | 32,4   | 80,0 | 5,22    | 6,09    | 1,57   | 0,56   | 17,00  |
| 2015-2016  | Phoenix             | 31     | 31     | 34,2   | 45,3  | 37,2   | 80,2 | 4,03    | 6,13    | 2,03   | 0,61   | 20,39  |
| 2016-2017  | Phoenix             | 66     | 66     | 33,0   | 43,4  | 33,5   | 84,7 | 4,80    | 6,30    | 1,40   | 0,50   | 21,10  |
| 2017-2018  | Phoenix             | 3      | 3      | 27,6   | 40,0  | 30,8   | 78,6 | 2,33    | 3,00    | 1,33   | 0,67   | 15,67  |
| 2017-2018  | Milwaukee           | 71     | 71     | 31,5   | 47,6  | 34,9   | 79,5 | 3,90    | 5,08    | 2,04   | 0,56   | 17,83  |
| 2018-2019  | Milwaukee           | 78     | 78     | 29,1   | 48,4  | 32,9   | 75,0 | 4,64    | 5,51    | 1,49   | 0,37   | 15,91  |
| 2019-2020  | Milwaukee           | 61     | 61     | 27,0   | 47,5  | 34,4   | 79,0 | 4,62    | 5,38    | 0,93   | 0,43   | 14,93  |
| 2020-2021  | La Nouvelle-Orléans | 71     | 70     | 29,7   | 42,1  | 34,1   | 68,7 | 3,40    | 3,80    | 0,80   | 0,30   | 12,20  |
| 2021-2022  | L.A. Clippers       | 54     | 29     | 25,2   | 42,1  | 31,3   | 76,1 | 3,40    | 4,20    | 1,30   | 0,40   | 9,90   |
| Total      | Total               | 756    | 568    | 27,8   | 45,2  | 33,6   | 78,4 | 3,90    | 4,70    | 1,40   | 0,50   | 13,70  |

Note: * Cette saison a été réduite de 82 à 66 matchs en raison du Lock out.

Dernière mise à jour le 31 mai 2022.

##### Playoffs
Légende :
gras = ses meilleures performances
| Saison | Équipe        | Matchs | Titul. | Min./m | % Tir | % 3pts | % LF | Rbds/m. | Pass/m. | Int/m. | Ctr/m. | Pts/m. |
| ------ | ------------- | ------ | ------ | ------ | ----- | ------ | ---- | ------- | ------- | ------ | ------ | ------ |
| 2012   | L.A. Clippers | 11     | 0      | 17,2   | 58,7  | 42,9   | 62,5 | 2,36    | 2,09    | 1,18   | 0,36   | 7,91   |
| 2013   | L.A. Clippers | 6      | 0      | 16,2   | 50,0  | 11,1   | 66,7 | 2,50    | 3,00    | 0,33   | 0,50   | 6,50   |
| 2018   | Milwaukee     | 7      | 7      | 32,1   | 44,0  | 31,8   | 70,0 | 3,57    | 3,71    | 1,00   | 0,86   | 13,57  |
| 2019   | Milwaukee     | 15     | 15     | 28,2   | 41,1  | 23,6   | 70,6 | 3,73    | 4,27    | 1,07   | 0,40   | 13,67  |
| 2020   | Milwaukee     | 9      | 9      | 29,7   | 38,8  | 25,0   | 80,8 | 4,56    | 5,89    | 1,22   | 0,67   | 11,67  |
| Total  | Total         | 48     | 31     | 25,0   | 44,1  | 25,4   | 71,2 | 3,40    | 3,83    | 1,02   | 0,52   | 11,06  |

## Records sur une rencontre en NBA
Les records personnels d'Eric Bledsoe en NBA sont les suivants, :
| Type de statistique        | Saison régulière | Saison régulière                | Saison régulière | Playoffs | Playoffs             | Playoffs         |
| Type de statistique        | Record           | Adversaire                      | Date             | Record   | Adversaire           | Date             |
| -------------------------- | ---------------- | ------------------------------- | ---------------- | -------- | -------------------- | ---------------- |
| Points                     | 41               | 2 fois                          | 2 fois           | 27       | Pistons de Détroit   | 17 avril 2019    |
| Paniers marqués            | 15               | @ Lakers de Los Angeles         | 30 mars 2018     | 11       | Pistons de Détroit   | 17 avril 2019    |
| Paniers tentés             | 27               | 2 fois                          | 2 fois           | 19       | 2 fois               | 2 fois           |
| Paniers à 3 points réussis | 7                | 2 fois                          | 2 fois           | 3        | 2 fois               | 2 fois           |
| Paniers à 3 points tentés  | 14               | Bucks de Milwaukee              | 29 janvier 2021  | 8        | Pistons de Détroit   | 17 avril 2019    |
| Lancers francs réussis     | 14               | 2 fois                          | 2 fois           | 6        | Raptors de Toronto   | 23 mai 2019      |
| Lancers francs tentés      | 15               | 3 fois                          | 3 fois           | 6        | 5 fois               | 5 fois           |
| Rebonds offensifs          | 5                | Grizzlies de Memphis            | 23 octobre 2021  | 5        | @ Pistons de Détroit | 20 avril 2019    |
| Rebonds défensifs          | 11               | Pelicans de La Nouvelle-Orléans | 19 mars 2015     | 10       | @ Heat de Miami      | 6 septembre 2020 |
| Rebonds totaux             | 13               | Thunder d'Oklahoma City         | 26 février 2015  | 10       | @ Heat de Miami      | 6 septembre 2020 |
| Passes décisives           | 16               | @ Clippers de Los Angeles       | 8 décembre 2014  | 9        | Heat de Miami        | 8 septembre 2020 |
| Interceptions              | 7                | Nuggets de Denver               | 5 mars 2011      | 3        | 6 fois               | 6 fois           |
| Contres                    | 4                | 2 fois                          | 2 fois           | 2        | 4 fois               | 4 fois           |
| Balles perdues             | 9                | Grizzlies de Memphis            | 5 novembre 2014  | 5        | 2 fois               | 2 fois           |
| Minutes jouées             | 46               | Pistons de Détroit              | 12 novembre 2010 | 40       | @ Heat de Miami      | 6 septembre 2020 |

- Double-double : 50 (dont 1 en playoffs)
- Triple-double : 5

Dernière mise à jour : 15 juillet 2022

## Records personnels en D-League
Les records personnels d'Eric Bledsoe, officiellement recensés par la D-League sont les suivants :
| Type de statistique        | Saison régulière | Saison régulière         | Saison régulière |
| Type de statistique        | Record           | Adversaire               | Date             |
| -------------------------- | ---------------- | ------------------------ | ---------------- |
| Points                     | 15               | D-Fenders de Los Angeles | 26 janvier 2012  |
| Paniers marqués            | 6                | D-Fenders de Los Angeles | 26 janvier 2012  |
| Paniers tentés             | 11               | D-Fenders de Los Angeles | 26 janvier 2012  |
| Paniers à 3 points réussis | 1                | D-Fenders de Los Angeles | 26 janvier 2012  |
| Paniers à 3 points tentés  | 2                | D-Fenders de Los Angeles | 26 janvier 2012  |
| Lancers francs réussis     | 4                | Charge de Canton         | 27 janvier 2012  |
| Lancers francs tentés      | 6                | Charge de Canton         | 27 janvier 2012  |
| Rebonds offensifs          |                  |                          |                  |
| Rebonds défensifs          | 2                | D-Fenders de Los Angeles | 26 janvier 2012  |
| Rebonds totaux             | 2                | D-Fenders de Los Angeles | 26 janvier 2012  |
| Passes décisives           | 10               | Charge de Canton         | 27 janvier 2012  |
| Interceptions              | 1                | D-Fenders de Los Angeles | 26 janvier 2012  |
| Contres                    |                  |                          |                  |
| Balles perdues             | 4                | Charge de Canton         | 27 janvier 2012  |
| Minutes jouées             | 24               | Charge de Canton         | 27 janvier 2012  |

- Double-double : 1 (au 27/01/2012)
- Triple-double : aucun.

## Salaires
| Année       | Équipe        | Salaire       |
| ----------- | ------------- | ------------- |
| 2010-2011   | Clippers      | 1 485 000 $   |
| 2011-2012*  | Clippers      | 1 596 360 $   |
| 2012-2013   | Clippers      | 1 707 720 $   |
| 2013-2014   | Suns          | 2 626 473 $   |
| 2014-2015   | Suns          | 12 173 913 $  |
| 2015-2016   | Suns          | 13 086 957 $  |
| 2016-2017   | Suns          | 14 000 000 $  |
| 2017-2018   | Bucks         | 14 500 000 $  |
| 2018-2019   | Bucks         | 15 000 000 $  |
| 2019-2020   | Bucks         | 15 625 000 $  |
| 2020-2021   | Pelicans      | 16 875 000 $  |
| 2021-2022   | Trail Blazers | 18 125 000 $  |
| Total Gains | Total Gains   | 126 801 423 $ |
| 2022-2023   | Trail Blazers | 1 300 000 $   |
| 2023-2024   | Trail Blazers | 1 300 000 $   |
| 2024-2025   | Trail Blazers | 1 300 000 $   |

Note : * En 2011, le salaire moyen d'un joueur évoluant en NBA est de 5 150 000 $.